# Monte Jamantau
Il Monte Jamantau (in baschiro e in russo "Ямантау") fa parte dei monti Urali meridionali, e si trova in Baschiria, in Russia.

## Geografia
Il monte, il cui nome significa "montagna cattiva" in lingua baschira (Яман тау), è conosciuto anche come Monte Yamantow. Alto 1640 metri, è la montagna più alta nel sud degli Urali. Insieme al Kos'vinskij Kamen' (600 km più a nord), gli Stati Uniti hanno il sospetto che esso sia sede di una grande base nucleare segreta e/o un bunker, in modo similare al Cheyenne Mountain Complex negli Stati Uniti. La città chiusa di Mežgor'e è situata nelle vicinanze. Ancora nel 2003, Jamantau non era pienamente operativo.
Alla fine degli anni novanta, durante il governo di Boris El'cin, dopo la caduta dell'Unione Sovietica, i satelliti statunitensi hanno osservato grandi progetti di scavo. Ripetute richieste da parte del Governo degli Stati Uniti hanno ricevuto risposte diverse da parte del governo russo, che sostenne che si trattasse di una cava, di un deposito di tesori russi, di un deposito di cibo e di un bunker per i leader nel caso di una guerra nucleare. Grandi ferrovie servono l'impianto.
Rispondendo a una domanda riguardante lo Jamantau, nel 1996, il ministro della difesa russo dichiarò: "la pratica di informare i mass media riguardo ad impianti, o qualunque cosa siano, in costruzione nell'interesse del rafforzamento della sicurezza russa, non esiste all'interno del ministero della difesa russa". L'impianto di Jamantau è vicino ad uno degli ultimi laboratori nucleari rimasti, Čeljabinsk-70, e ciò solleva ipotesi riguardo al fatto che vi siano già conservate armi nucleari.